# Grossmünster

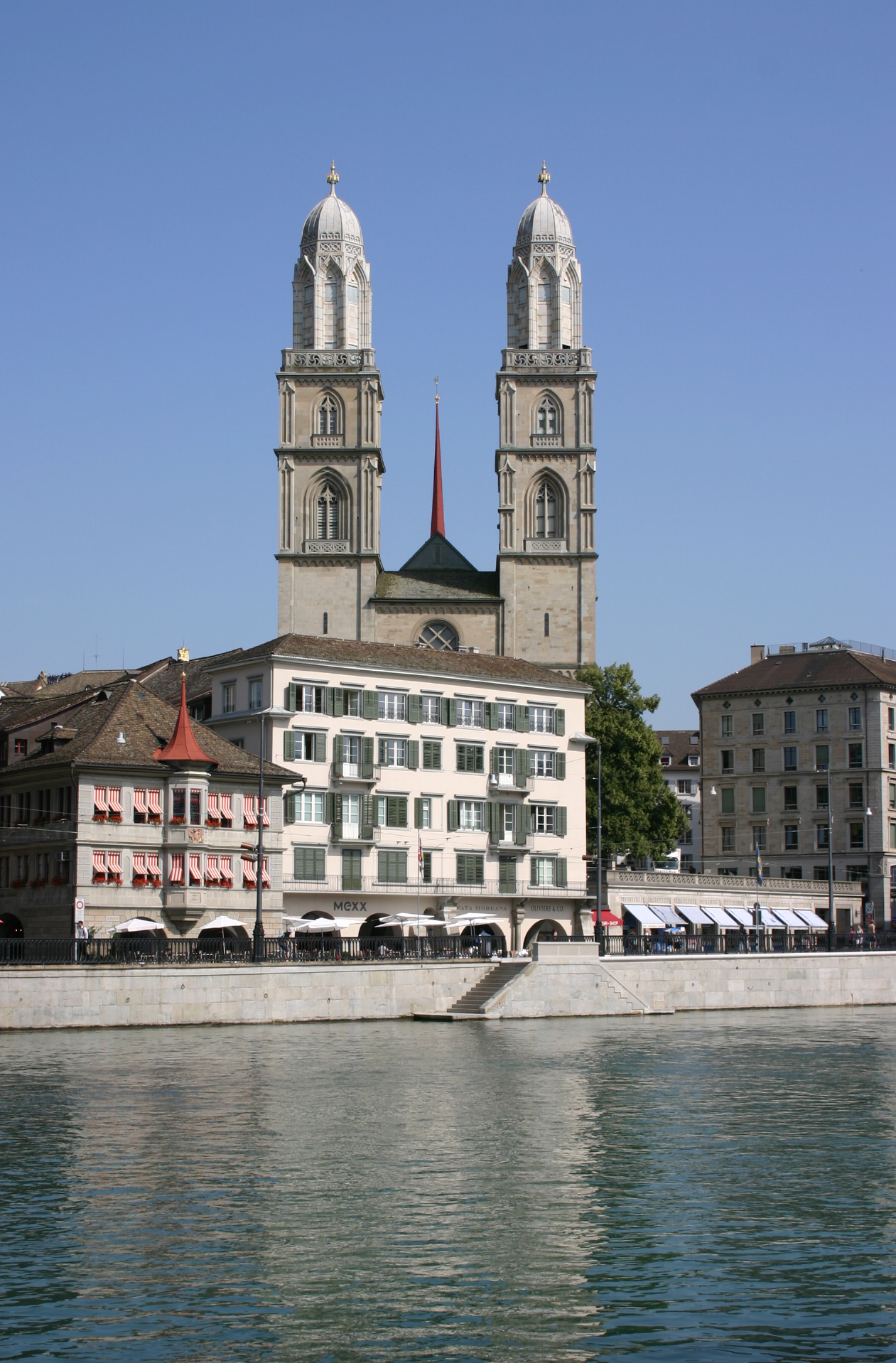
Grossmünster.

El Grossmünster (de l'alemany: Gran Monestir) és un temple d'estil romànic situat a Zúric (Suïssa) el qual va tenir un paper molt important durant la Reforma Protestant. És una de les tres esglésies principals de Zuric (les altres dues són la Fraumünster i la Peterskirche). L'església esta bastida a la vora del riu Limmat sobre un altre temple d'origin carolingi. L'edifici actual data dels segles xii i xiii. Les obres de construcció van començar al voltant de l'any 1100. El temple va ser consagrada el 1220.
El Grossmünster era una església-monestir. Segons la llegenda Carlemany la va fundar i l'emperador s'hi va agenollar davant les tombes dels patrons de Züric, Sant Felix i Santa Regula. Les excavacions arqueològiques confirmen que hi havia un cementiri de l'època romana.

## Significat històric

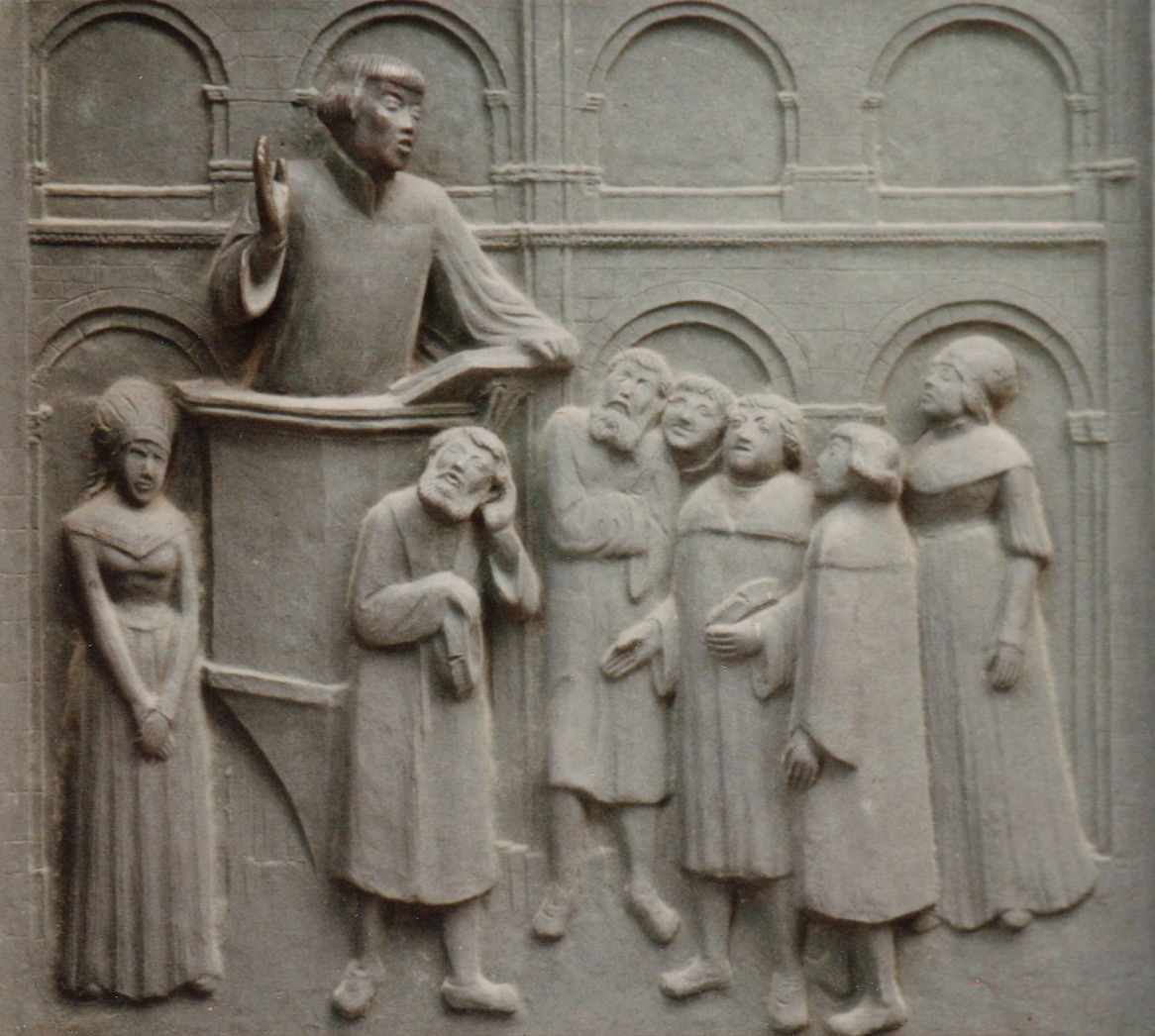
Zwingli predicant (portes de bronz, per Otto Münch (1935)).

Huldrych Zwingli, el 1520 va iniciar la Reforma religiosa suïssa des del púlpit de Grossmünster. Zwingli i els seus seguidors eren iconoclastes i, per tant, retiraren l'orgue i cremaren totes les imatges de l'església.

## Estil
Els campanars bessons del Grossmünter són possiblement el monument més famós de Züric. Grossmüunster és un temple romànic amb elements gòtics. Les dues torres van ser bastides entre 1487 i 1492. En origen les seves agulles eren de fusta, però un incendi les destruí l'any 1781. Aleshores s'hi afegiren els capitells barrocs. Les seves vidreres són recents, 1932 i són obra d'August Giacometti. Les portes de bronze de les façanes sud i nord són obra d'Otto Münch (1935 i 1950).
Actualment a l'església s'hi celebra el cult protestant i hostatja un Museu de la Reforma al claustre. L'antic monestir ha estat transformat en la Facultat de Teologia de la Universitat de Zúric.

## Galeria d'imatges

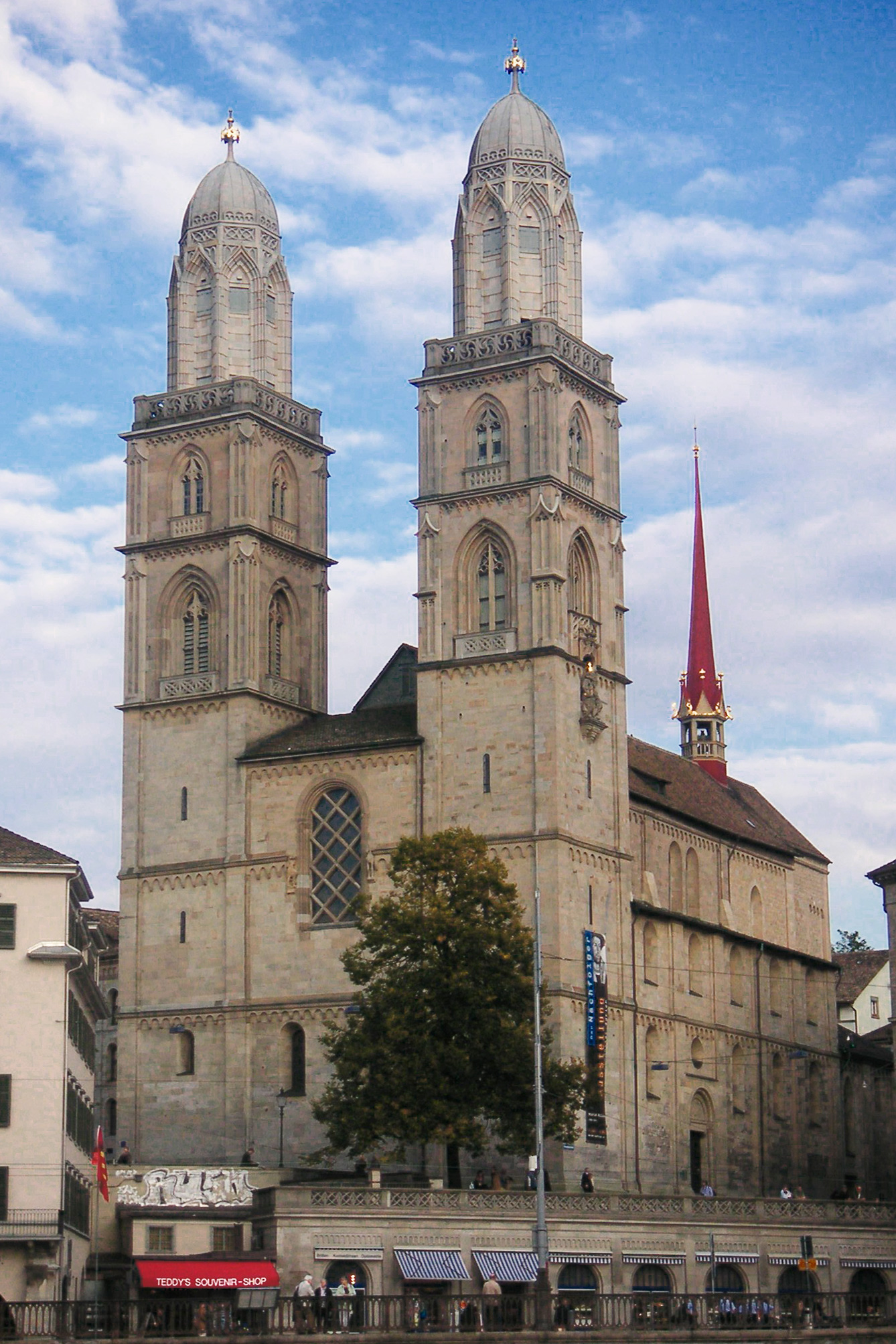
Grossmünster
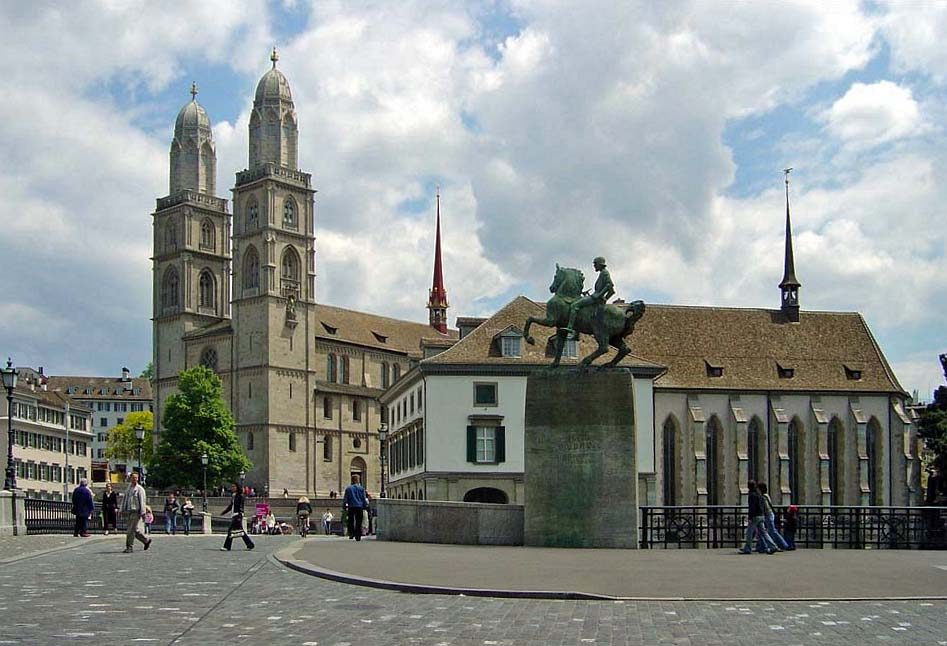
Grossmünster
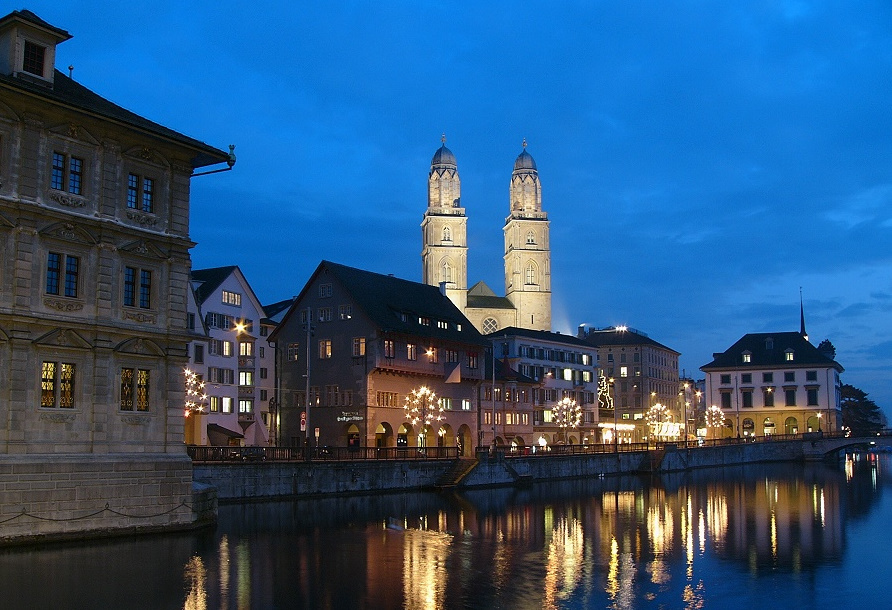
Vista nocturna
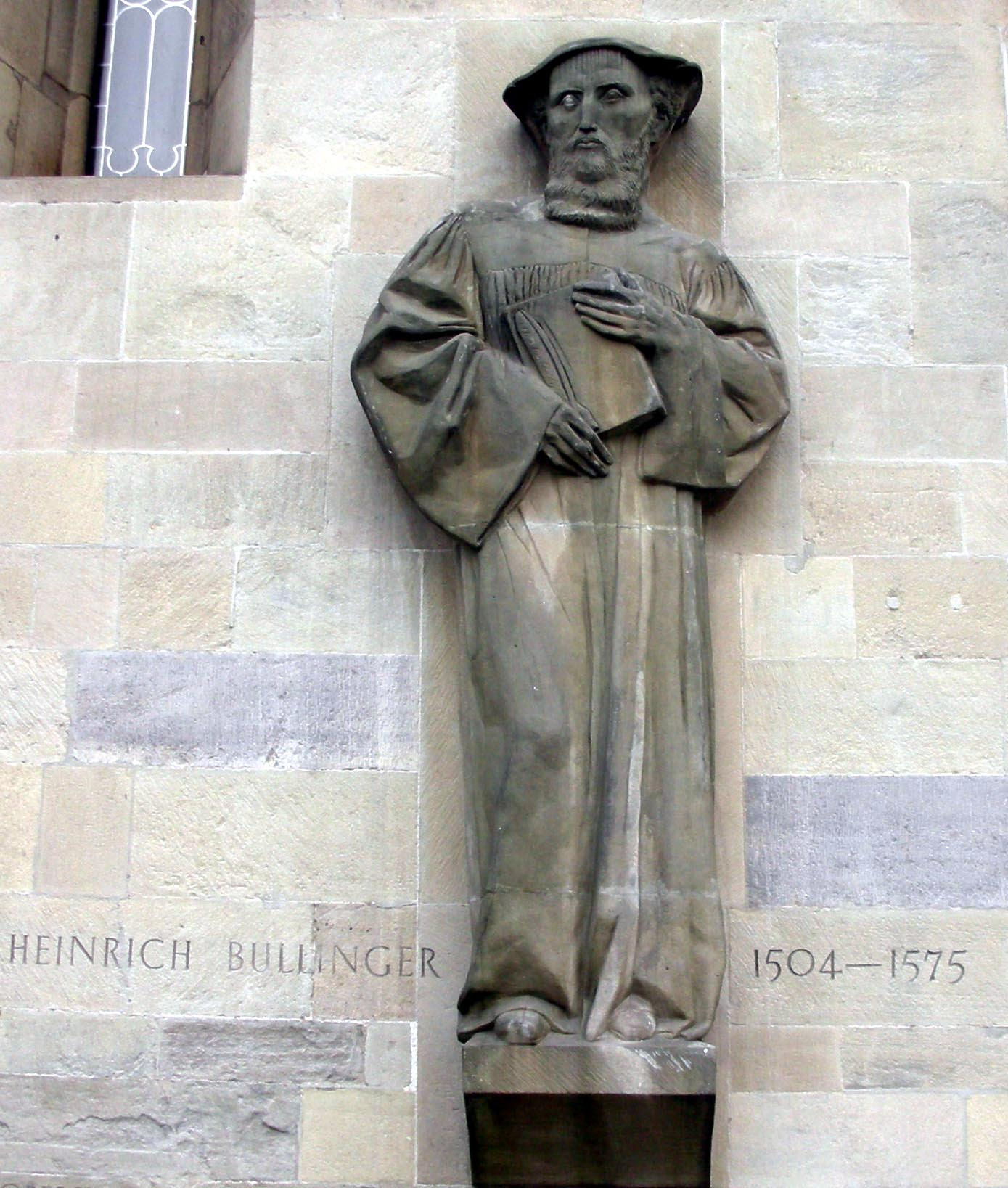
Relleu de Heinrich Bullinger a la façana sud
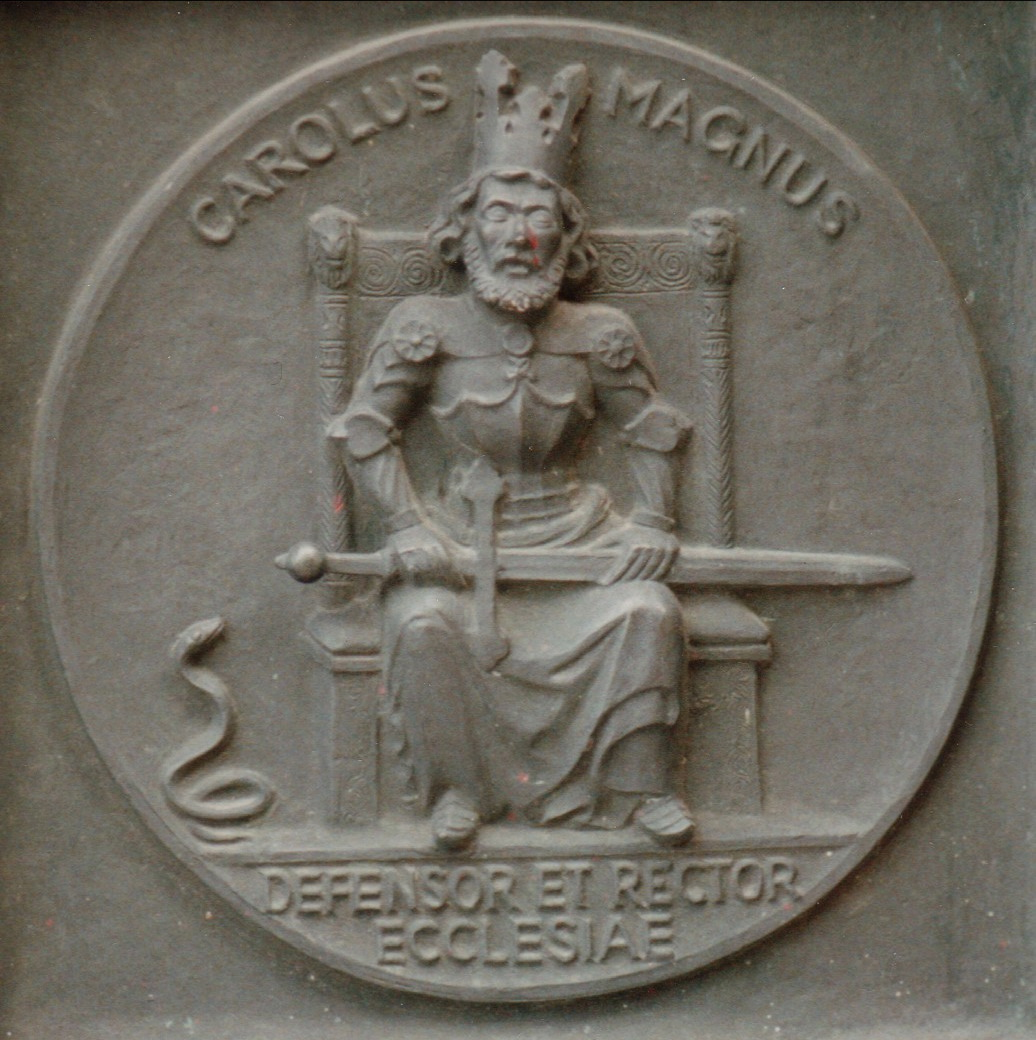
Carlemany a una de les portes
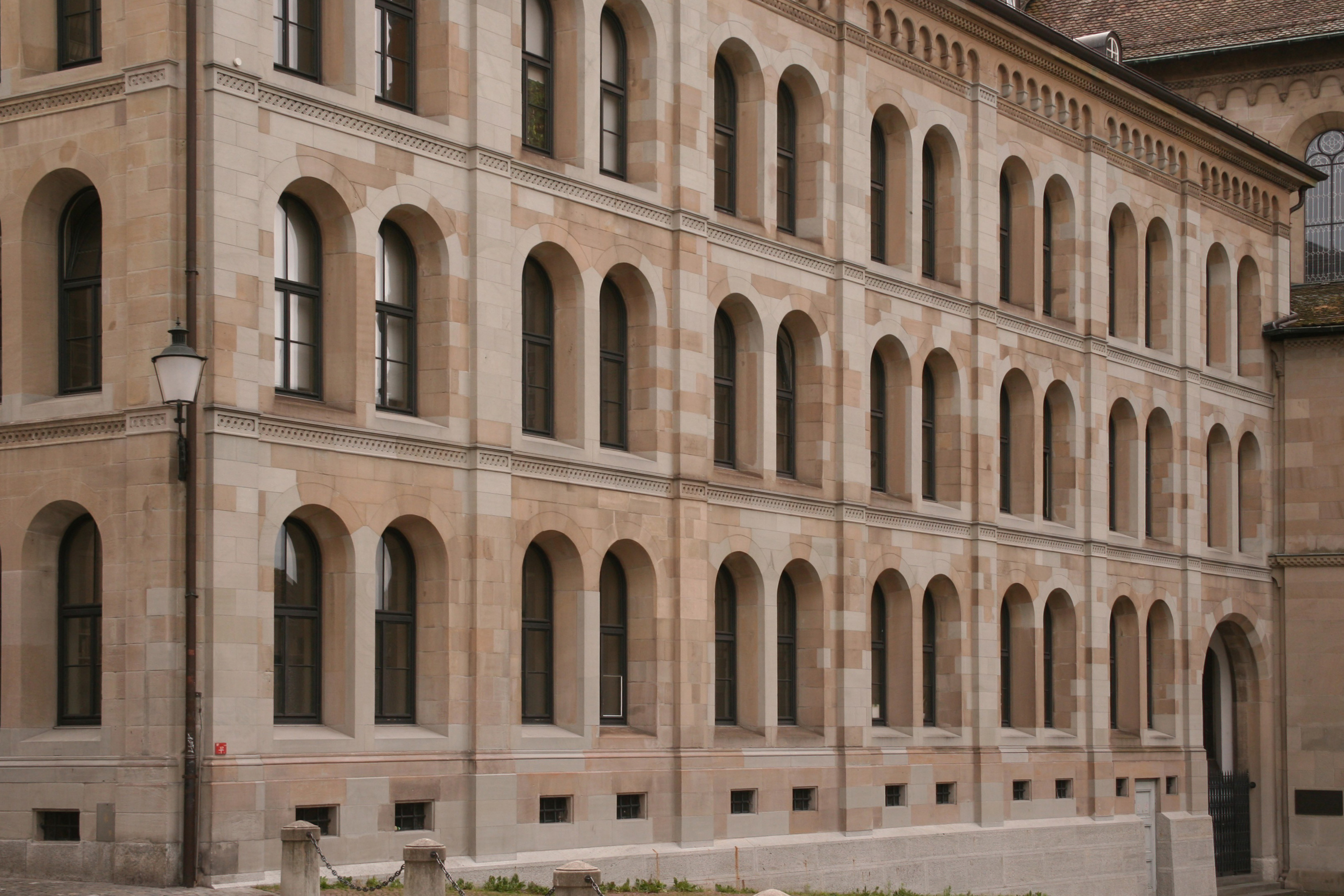
Façada de l'antic monestir
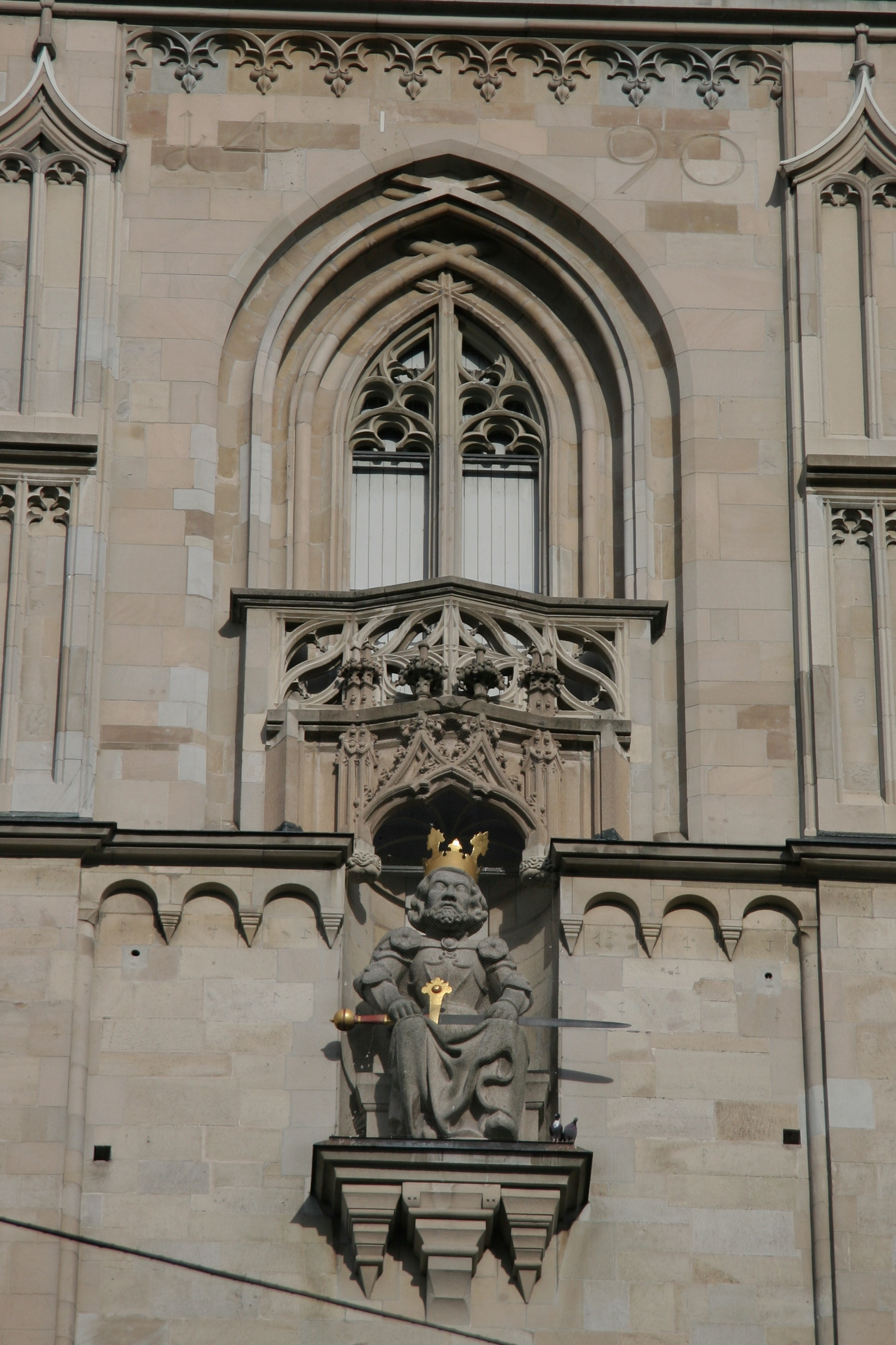
Carlemany a la torre sud
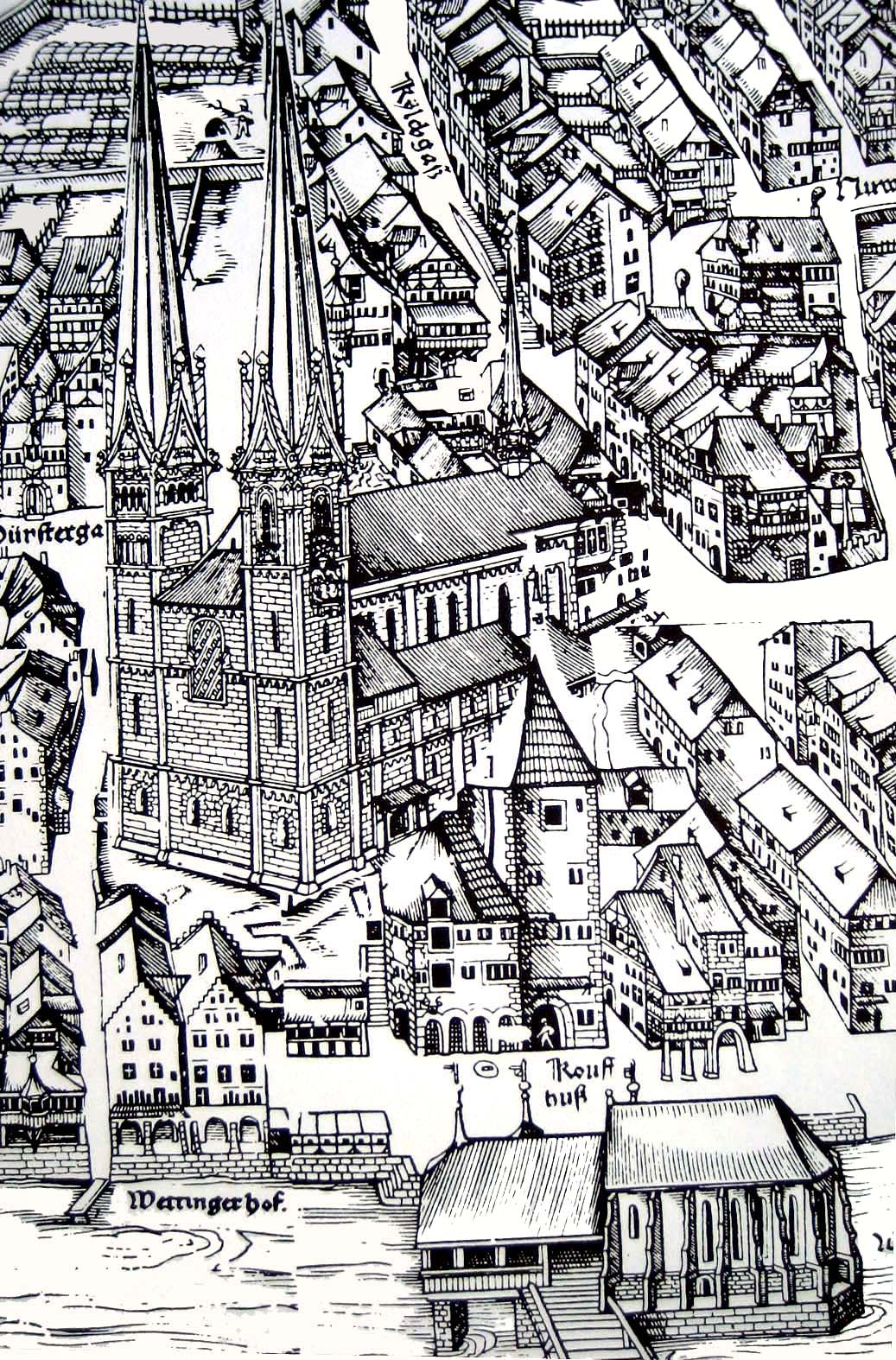
Plànol antic amb les agulles de fusta